# Michael Rodgers
Michael Rodgers (ur. 24 kwietnia 1985 w Saint Louis) – amerykański lekkoatleta, sprinter.
W 2011 dzięki trzeciemu miejscu w biegu na 100 metrów podczas mistrzostw Stanów Zjednoczonych zakwalifikował się do reprezentacji kraju na mistrzostwa świata w koreańskim Daegu. 19 lipca 2011 biegł na drugiej zmianie amerykańskiej sztafety 4 x 100 metrów, która z wynikiem 37,90 wygrała mityng we włoskim Lignano. Kontrola antydopingowa przeprowadzona po zawodach wykazała stosowanie przez Rodgersa niedozwolonych środków, za co otrzymał on karę 9 miesięcy dyskwalifikacji.

## Osiągnięcia
- 4. miejsce podczas halowych mistrzostw świata (bieg na 60 metrów, Walencja 2008)
- srebrny medal Halowych Mistrzostwa Świata w Lekkoatletyce (bieg na 60m, Doha 2010)
- srebro (sztafeta 4 × 100 metrów) oraz 6. miejsce w biegu na 100 metrów podczas mistrzostwa świata (Moskwa 2013)
- 5. miejsce w biegu na 100 metrów podczas mistrzostwa świata (Pekin 2015)
- 6. miejsce w biegu na 60 metrów podczas halowych mistrzostwa świata (Portland 2016)
- srebro w sztafecie 4 × 100 metrów podczas mistrzostw świata (Londyn 2017)
- złoto w sztafecie 4 × 100 metrów podczas mistrzostw świata (Doha 2019)
- złoty i brązowy medal igrzysk panamerykańskich (Lima 2019)[5]

## Rekordy życiowe
- bieg na 100 metrów – 9,85 (2011) / 9,80w (2014)
- bieg na 60 metrów (hala) – 6,48 (2011)